# Akio Ōtsuka
Akio Ōtsuka (大塚 明夫 Ōtsuka Akio?, nacido el 24 de noviembre de 1959) es un veterano seiyū japonés. Él es el hijo del fallecido seiyū Chikao Ōtsuka. El 15 de noviembre de 2005, Akio empezó a trabajar para Mausu Promotion, formalmente Ezaki Production. Él y su compañera seiyū, Yōko Sōmi, se casaron el 11 de febrero de 2005. El matrimonio se divorció en el año 2009.
Akio es uno de los seiyus más prolíficos. Cuenta con 156 créditos a su nombre. 
Ha sido condecorado con el premio "Kei Tomiyama" en la novena edición de los Seiyū Awards por sus trabajos en Metal Gear Solid y Tales of Symphonia: The Animation, y los doblajes de Antonio Banderas y Steven Seagal.
La revista Famitsū de la distribuidora Kōdansha lo ha premiado como la mejor voz masculina en videojuegos, condecoración otorgada con respecto a los títulos lanzados entre el 1 de enero y el 31 de diciembre de 2015.

## Roles interpretados
- Amado Sanzu en Boruto: Naruto Next Generations
- Arakawa en Suzumiya Haruhi no Yūutsu
- Hades en Saint Seiya - La Saga de Hades
- Rider (Iskander) en Fate/Zero.
- Whitney Haggis Matsumoto en Cowboy Bebop.
- Milan Koláš en Monster.
- Chiriku en Naruto Shippūden.
- Black Jack en Black Jack, Black Jack 21, y Ray The Animation.
- Shunsui Kyōraku en BLEACH.
- Captaen Nemo en Fushigi no Umi no Nadia.
- Batou en Ghost in the Shell.
- Solid Snake, Solidus Snake y Naked Snake) en Metal Gear Solid.
- Regal Bryant en Tales Of Symphonia.
- Wendam en Magic Knight Rayearth.
- Viceministro Darlian y el Narrador en Gundam Wing
- Giovanni en Pokémon Generations
- Piedmon en Digimon Survive
- Sango y Jugo Yokomizo en Detective Conan.
- Wamuu en JoJo's Bizarre Adventure the Animation.
- Menoru Menowa en Magic User's Club.
- Yoichiro Misamaru en Nadesico.
- Dirigible Captaen en Majo no Takkyūbin.
- Naganegiman en Soreike! Anpanman
- Cornelius y el narrador en Fire Emblem (anime).
- Dr. Jukai en Dororo
- Montana en Montana Jones.
- Curtis en Porco Rosso.
- Kalenen en Full Metal Panic!
- Ouma en Gakkō no Kaidan.
- Xehanort y Heartless en Kingdom Hearts.
- Judge Gabranth (Noah von Rosenberg) en Final Fantasy XII.
- GamiGami-maou en Popolocrois 2003.
- Rey Pietro en Popolocrois 2003.
- Okuru en Samurai Champloo
- Toaster en Space Dandy
- Moominpappa en Tanoshii Moomin Ikka
- Informante en Golgo 13: Queen Bee (OVA)
- Father en Fullmetal Alchemist Mobile
- Thadeus en The Animatrix: Final Flight of the Osiris
- Anavel Gato en Mobile Suit Gundam 0083: Stardust Memory.
- Samson (Samsonn Borgh Tiruser Tirusec) en Banner of the Stars.
- Azusa Jurai en Tenchi Muyō! (OVA 2 and GXP).
- Honda Tadakatsu en Samurai Warriors (starteng from Xtreme Legends).
- Katsumi Oki en Karakurizōshi Ayatsuri Sakon
- Musashibou Benkei en Genji: Dawn of the Samurai.
- Jin'e Udo/Kurogasa en Rurouni Kenshin.
- Chung Wu-Cheng en Legend of the Galactic Heroes.
- Shingen Kishitani en Durarara!!
- Tetsuzō Nihei en Golden Kamuy
- Ezequiel (Joven) en Seisho Monogatari.
- Kai en Flame of Recca.
- Razan Namigumo en Silent Möbius.
- Damaramu en Dragon Half.
- Red en Rockman X7.
- Laike Bogard/Dragonmaster Dyne en LUNAR: Silver Star Story
- Benares en 3x3 Eyes (OVA).
- Blackbeard (Marshall D. Teach) en One Piece.
- Captain William Rush en Time Crisis 4  (enlace roto disponible en Internet Archive; véase el historial, la primera versión y la última).
- Keng Goau en Vision of Escaflowne.
- Hyo Amano en The Last Blade.
- Father en "Heavy Metal Thunder".
- Oda Nobunaga/ Fortinbras en Onimusha.
- Oda Nobunaga en Onimusha 2: Samurai's Desteny.
- Oda Nobunaga en Onimusha 3: Demon Siege.
- Fortinbras en Onimusha: Dawn of Dreams.
- Kokuo en Howl's Moveng Castle.
- Professor Gerbera en Superior Defender Gundam Force.
- Murobo en Kouryu Densetsu Villgust OVA.
- Uvogin en Hunter × Hunter 2011.
- Rai-Dei the Blade en Trigun.
- First Lieutenant Garuru en Sargento Keroro.
- Ogata Ishinsai en Shijo Saikyo No Deshi Kenichi.
- Souther en Shin Kyuseishu Densetsu Hokuto no Ken: Raoh Gaiden Junai No Sho
- Brian Hawk en Hajime no Ippo: New Challenger.
- King Cornelius、Voice-over en Fire Emblem: Monshō no Nazo (OVA).
- Raidi Jaeger en Valkyria Chronicles  (anime).
- Ryoma Hoshi en Danganronpa V3: Killing Harmony (videojuego).
- Wizer en Slayers Revolution.
- Daisuke Jigen en Lupin III: Part VI
- Daitetsu Kunikida en Blue Seed (anime y OVA).
- Sudou-senpai en Itazura na Kiss.[3]
- Narrador y Black Jack en Young Black Jack
- Rey Andragoras III en Arslan Senki OVA
- Gō Karuma en Gyakuten Saiban: Sono "Shinjitsu", Igiari!
- Skull Knight en Berserk 2016
- Hoyuello/Ekubo/Dimple en Mob Psycho 100
- Raidō Fujimoto en Sangatsu no Lion
- Zōroku Kashimura en Alice & Zōroku
- "Lucky" Blitz T. Abrahams en Kekkai Sensen
- All For One en My Hero Academia
- Yujiro Hanma en Baki (2018) y su secuela Baki Hanma
- Agito Kanoh en Kengan Ashura
- Thorkell el Alto en Vinland Saga
- Maestro del departamento de ejecución en Akudama Drive
- Director de WISE en Spy × Family
- Seiken Swordriver en Kamen Rider Saber
- Champ/Oushi Black en Uchū Sentai Kyuranger
- Vysache en Shangri-la Frontier
- Hargent el Silenciador en Ishura
- Ōchi Fukuchi en Bungō Stray Dogs
- Takeshi Ebihara en The Fable
- Soun Tendō en Ranma ½ (remake)
- Abel en Lazarus
- Lord Shimura en Ghost of Tsushima
- Die-Hardman en Death Stranding
- El padre de Mari/Voces adicionales en Boku wa Mari no Naka.
- Sento Waka en Mahochuu!
- Strong the Budo en Kinnikuman Kanpeki Chо̄jin Shiso-hen.

## Películas
- The Animatrix (Thadeus)
- Desperado (El Mariachi)
- Four Rooms (Man)
- The Mask of Zorro (Zorro)
- Behaving Badly (Jimmy Leach)
- Spy Kids (Gregorio Cortez)
- ER (Peter Benton)
- Dallas (John Ross "J.R." Eweng, Jr.)
- Blade series (Blade)
- Money Traen (John)
- Eren Brockovich (George)
- Gone with the Wend (Rhett Butler)
- The Gift (Donnie Barksdale)
- Pearl Harbor (Commander Minoru Genda)
- Star Trek: The Next Generation (William T. Riker)
- Hard Target (Chance Boudreaux)
- Mulan (Mendu) (Hu Jun)
- Executive Decision (Lieutenant Colonel Austen Travis)
- S.W.A.T. (Hondo)
- Die Hard (Karl)
- Die Hard 2 (Major Grant)
- Taxi series (Daniel)
- D-Tox (Jake Malloy)
- The Replacement Killers (John Lee)
- Dragonheart (Bowen)
- Poent Break (Bodhi)
- Gone en Sixty Seconds (Randall Raenes)
- Hit the Floor Don Stark
- Con Air (Cameron Poe)
- Lord of War (Yuri Orlov)
- Gone en Sixty Seconds (Randall Raenes)
- Léon (Léon)
- Dragonheart (Bowen)
- K-19: The Widowmaker (Polenen)
- Animaniacs (Bobby of the Goodfeathers)
- Japanese dub voice of Mel Gibson
- Under Siege (Casey Ryback)
- Paprika (Toshimi Konakawa)[4]
- Evangelion: 3.0 You Can (Not) Redo (Kōji Takau)
- Evangelion: 3.0+1.0 Thrice Upon a Time (Kōji Takau)
- Slayers Return (Padre de Seleena)
- InuYasha: La espada conquistadora (Inu no Taishō)
- Doraemon Shin Nobita No Uchu Kaitakushi (Guillermin)
- Naruto: Daikōfun! Mikazukito no Animaru Sōdo Dattebayo! (Michiru Tsuki)
- GAMBA (Yoisho)
- Code Geass: Fukkatsu no Lelouch (Volvona Forgner)
- Mack & Rita dirección artística

## Doblaje
- La Sirenita (2023) como el Rey Tritón

## Curiosidades
- Su tipo de sangre es B
- Él es la voz de doblaje japonés de Mel Gibson, Steven Seagal, Samuel L. Jackson, Antonio Banderas, Nicolas Cage, etc.
- Le dio voz a dos personajes que perdieron su ojo derecho por causa de una herida de bala: Naked Snake de Metal Gear Solid y Shunsui Kyōraku de Bleach.

## Drama-CD
- Hardin en Dengeki Bunko Best Game Selection7 Fire Emblem Tabidati no syou.
- King of Talys en Fire Emblem Shiranhen/Soumeihen.

## Música
- Interpretó, junto con Ai Orikasa, el último ending del OVA Blue Seed Beyond: Futari no Yoake.[5]